# NGC 1473
NGC 1473 é uma galáxia irregular (IBm) localizada na direcção da constelação de Hydrus. Possui uma declinação de -68° 13' 14" e uma ascensão recta de 3 horas, 47 minutos e 26,2 segundos.
A galáxia NGC 1473 foi descoberta em 2 de Novembro de 1834 por John Herschel.